# Organización territorial de Bolivia
La organización territorial de Bolivia se estructura como estado unitario, descentralizado y con autonomías, según lo establece la Constitución Política del Estado en su artículo 1.º
A diciembre de 2020 Bolivia se estructura en 3 niveles de organización cuyas unidades territoriales son: 1.º nivel: 9 departamentos; 2.º nivel: 112 provincias; 3.º nivel: 342 municipios y 1 territorio indígena originario campesino. Al margen de esta organización existen además una región autónoma (formada por 3 municipios) y una región metropolitana (formada por 7 municipios). En cuanto a la obtención de autonomía han completado todo el proceso autonómico: 3 departamentos autónomos, 24 municipios autónomos, 3 municipios indígenas originarios campesinos y una región autónoma.

## Marco constitucional y legal
El territorio de Bolivia, política y administrativamente se divide en departamentos, provincias, municipios y territorios indígena originario campesinos, según lo establece la Constitución Política del Estado en su artículo 269:

Artículo 269.

I. Bolivia se organiza territorialmente en departamentos, provincias, municipios y territorios indígena originario campesinos.
 
II. La creación, modificación y delimitación de las unidades territoriales se hará por voluntad democrática de sus habitantes, de acuerdo a las condiciones establecidas en la Constitución y la ley.
 
III. Las regiones formarán parte de la organización territorial, en los términos y las condiciones que determinen la ley.

La ley Marco de Autonomías y Descentralización n.º 31 establece en su artículo 6.I.1:

Unidad Territorial.- Es un espacio geográfico delimitado para la organización del territorio del Estado, pudiendo ser departamento, provincia, municipio o territorio indígena originario campesino.

El territorio indígena originario campesino se constituye en unidad territorial una vez que acceda a la autonomía indígena originaria campesina.

La región podrá ser una unidad territorial de acuerdo con lo establecido en la Constitución Política del Estado y la presente Ley.

## Estructura territorial

### Departamentos
El gobierno de un departamento reside en el gobernador (hasta 2010 llamado prefecto), elegido por voto universal para un mandato de cinco años.
La administración del departamento radicada en el Gobierno departamental, constituido por el gobernador y la asamblea legislativa departamental.
Existen 9 departamentos desde septiembre de 1938, cuando fue creado el departamento de Pando sobre el antiguo Territorio de Colonias, pero a diciembre de 2020 solo tres (Pando, Tarija y Santa Cruz) han logrado completar el proceso autonómico.

### Provincias

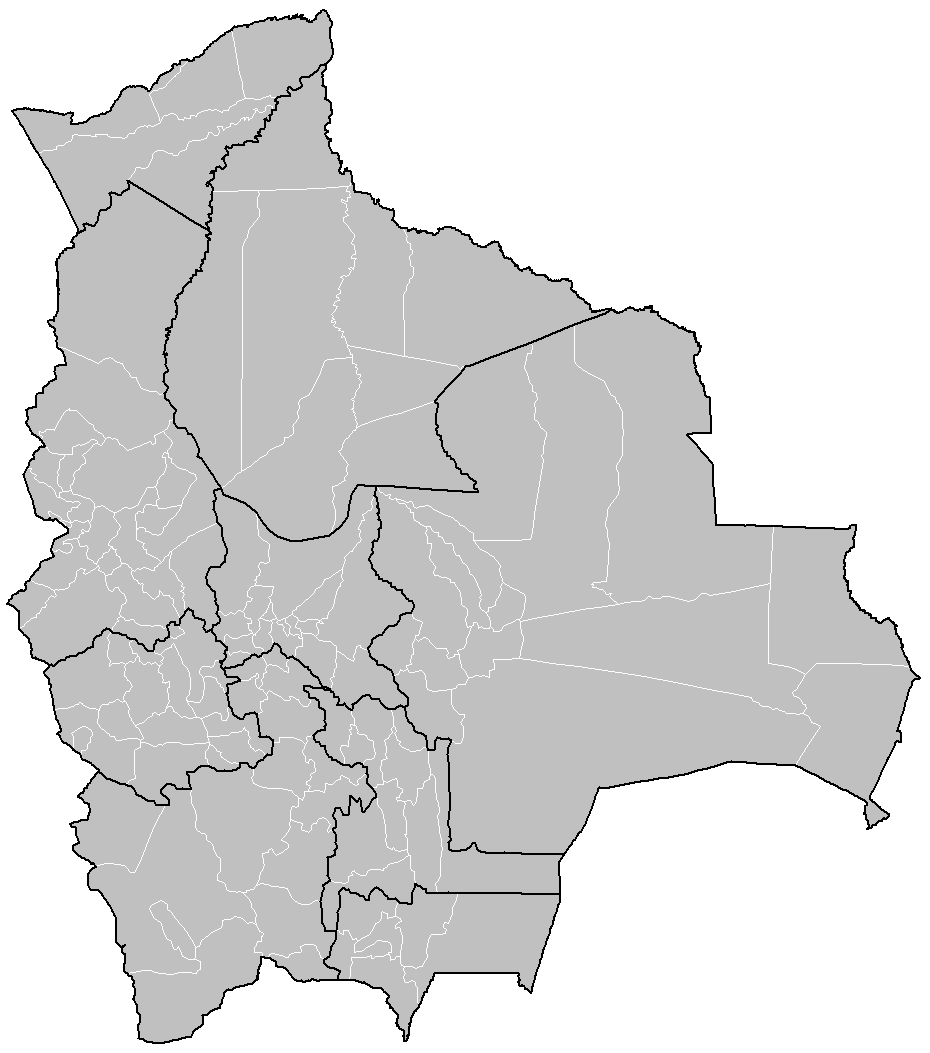
Provincias de Bolivia

La provincia es la división administrativa referencial de los departamentos, existiendo 112 provincias. Las provincias son las subdivisiones territoriales intermedias inferiores a los departamentos y superiores a los municipios. El gobernador de cada departamento designa los subgobernadores, que están a cargo de la administración de las provincias. En el departamento de Tarija la autoridad que ejerce la representación político administrativa de la provincia se denomina ejecutivo seccional de desarrollo.

### Municipios

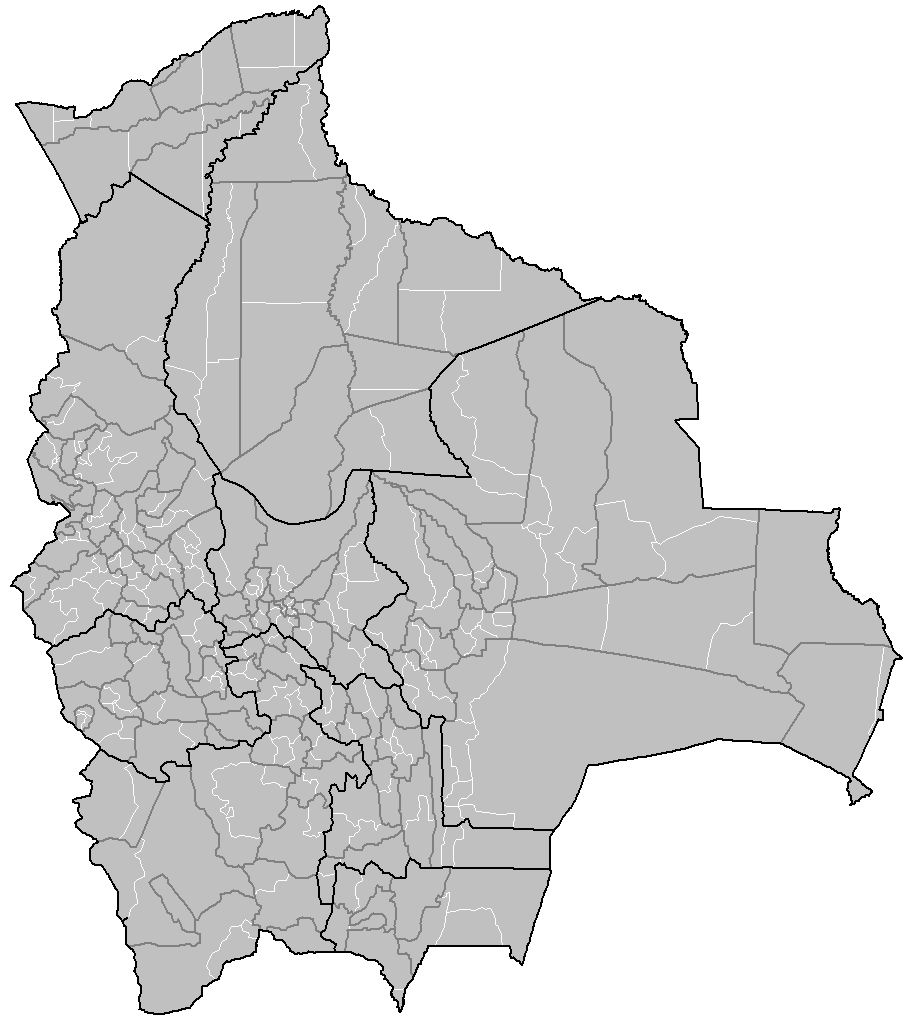
Municipios de Bolivia

La administración local de cada municipio reside en un gobierno municipal, constituida por un alcalde y un concejo municipal, elegidos directamente por un periodo de 5 años renovable. Los gobiernos municipales representan la descentralización del poder central. Existen 342 municipios, de los cuales a diciembre de 2020 solo 24 han logrado poner en vigencia una carta orgánica.
El 12 de marzo de 2013 el Tribunal Constitucional Plurinacional declaró constitucional el proyecto de carta orgánica municipal del municipio de Cocapata en Cochabamba, el primero en conseguirlo. El 20 de septiembre de 2015 fueron aprobadas en referendo las cartas orgánicas municipales de los municipios de Cocapata (56,72%) y Tacopaya (56,79) y rechazada la de Huanuni. El 20 de noviembre de 2016 fueron aprobadas las de Totora (68,97%), Arque (71,75%), El Torno (74,99%), El Puente (67,45%), Buena Vista (59,10%), Yapacaní (55,68%) y rechazadas las de Viacha, Vinto, Sucre y Cuatro Cañadas. El 9 de julio de 2017 fueron aprobadas en referendo las cartas orgánicas municipales de los municipios de Achocalla (57,3%), Alto Beni (53,2%), Sicaya (65,4%), Shinahota (62,5), Vallegrande (67,4%), Postrervalle (71,2%), Uriondo (71,9%) y rechazadas las de Laja, Coroico, Villarroel, Puna y Antequera. El 26 de agosto de 2018 fue rechazada en referendo la de Yacuiba y el 25 de noviembre de 2018 aprobadas las de Zudáñez (51,18%), San Lucas (69,01%), Mizque (61,20%), Puerto Quijarro (65,06%) y rechazada la de Palos Blancos. El 26 de mayo de 2019 fueron aprobadas las de San Juan (74,04%), Mairana (54,67%), Chiquihuta (54,48%), Alcalá (63,42%), Cajuata (51,58%) y rechazadas las de San Julián, Comarapa, Pelechuco y Sorata.

### Territorios indígenas originario campesinos
Las tierras comunitarias de origen (TCO) según la ley de Bolivia son territorios en poder de los pueblos indígenas a través de títulos colectivos. A partir de la publicación del decreto supremo 0727 de 6 de diciembre de 2010 las TCO pasaron a denominarse territorios indígenas originario campesinos (TIOC), que es el nombre con el que fueron creados por la constitución de 2009.
Los TIOC pueden acceder a la autonomía indígena originario campesina y el 12 de julio de 2016 fue promulgada la ley n.º 813 que creó la unidad territorial territorio indígena originario campesino de Raqaypampa.

### Regiones
Las regiones están contempladas en el artículo 280.I de la constitución nacional:

La región, conformada por varios municipios o provincias con continuidad geográfica y sin trascender límites departamentales, que compartan cultura, lenguas, historia, economía y ecosistemas en cada departamento, se constituirá como un espacio de planificación y gestión.

Excepcionalmente una región podrá estar conformada únicamente por una provincia, que por sí sola tenga las características definidas para la región. En las conurbaciones mayores a 500.000 habitantes, podrán conformarse regiones metropolitanas.

Las regiones pueden acceder a la autonomía y el 6 de diciembre de 2009 se realizó el referendo por el que la población de la provincia del Gran Chaco en Tarija aprobó por 80,4% el establecimiento de la región autónoma del Gran Chaco Tarijeño sobre la base de la jurisdicción territorial de tres municipios: Caraparí, Villamontes y Yacuiba. El 4 de abril de 2010 se eligió a los asambleístas para redactar su estatuto autonómico, que fue aprobado en referendo el 20 de noviembre de 2016 por 72,30%. El 18 de abril de 2017 fue promulgada la ley n.º 927 Transitoria para la Conformación y el Funcionamiento del Gobierno Autónomo Regional del Gran Chaco, poniendo en plena vigencia el último de los cuatro tipos de autonomía del Estado.
La ley n.º 533 de 27 de mayo de 2014 creó la primera región metropolitana (región metropolitana Kanata) bajo el nuevo régimen autonómico en el departamento de Cochabamba. Abarca siete municipios (Cochabamba, Quillacollo, Sipe Sipe, Tiquipaya, Vinto, Colcapirhua y Sacaba). La ley creó el consejo metropolitano.

## Autonomías
La Constitución Política del Estado de Bolivia reconoce la existencia de 4 tipos de autonomías en la organización territorial del Estado: departamental, municipal, regional e indígena originario campesina.
Pueden acceder a la autonomía indígena originario campesina (AIOC): un territorio indígena originario campesino, un municipio y una región, ya sea las regiones existentes o las que se conformen como una región indígena originaria campesina (RIOC) (art. 44 de la ley n.° 031). Este régimen alcanza al pueblo afroboliviano, de acuerdo al reconocimiento en el artículo n.º 32 de la Constitución Política del Estado. Se exigen dos requisitos a los municipios y territorios indígenas originarios campesinos para acceder a una AIOC: la viabilidad gubernativa y una base poblacional. Es competencia del Viceministerio de Autonomía certificar que el municipio o territorio tenga la condición de ancestral, esté actualmente habitados por los pueblos y naciones que demandan la AIOC, y que exista una estructura organizacional que tenga representatividad y funcionamiento efectivo sobre todas las organizaciones del pueblo demandante en el territorio o municipio (arts. 56 y 57 de la ley n.° 031). La base poblacional debe ser igual o mayor a 10 000 para las NPIOC de las tierras altas e igual o mayor a 1000 habitantes para las NPIOC minoritarias. Excepcionalmente se podrá reducir a 4000 habitantes en las NPIOC de las tierras altas si la viabilidad gubernativa se demuestra sostenible, siempre que nos se fragmente el territorio ancestral (art. 58 de la ley n.° 031).
El 8 de enero de 2017 fue puesta en vigencia en Charagua la primera autonomía indígena de Bolivia, sobre la base de la nación guaraní.